# Scuola apostolica di Cesena
La scuola apostolica di Cesena, istituita dai gesuiti  ha operato dagli anni '50 del novecento fino all'anno 1955. Era destinata agli adolescenti che frequentavano le classi di studio "preparatorie", I-III media, in prospettiva di una eventuale ordinazione sacerdotale nell'ambito dell'Ordine. Si preparavano gli adolescenti al ministero sacerdotale con le classi di studio "preparatoria", I-III media. La scuola aveva sede nel palazzo Ghini che monsignor Ghino Ghini, appartenente all'ordine dei gesuiti, aveva donato al suo ordine .
Però, anche prima del suo riconoscimento ufficiale e fin dall'inizio del secolo il palazzo era stato destinato da monsignor Ghini alle scuole cattoliche. Rimase celebre negli ambienti ecclesiastici un violento scontro tra mons. Ghini e il prof. Ravaglia, incaricato dal vescovo Cazzani di instaurare una scuola di religione. Il Ghini, profondamente legato alle posizioni più conservatrici, accusò il Ravaglia di apertura verso tesi moderniste. Il monsignore si appellò al Santo Uffizio; la vertenza fu avocata dall'arcivescovo di Bologna,  Giacomo Della Chiesa, futuro papa Benedetto XV, che molto a fatica riuscì a contenere le posizioni oltranziste.
Dopo il 1962  i gesuiti, rinunciarono alla loro presenza a Cesena. Lo stabile residenza fu acquisito dalla diocesi, sempre per scopi ecclesiastici. La formazione dei giovani venne trasferita a villa Mondragone, di Frascati